# My Little Pony: Best Gift Ever
My Little Pony: Best Gift Ever (también conocido como My Little Pony: Best Gift Ever! y My Little Pony: Friendship is Magic: Best Gift Ever) es un doble especial de duración con temática navideña basado en la serie de televisión animada My Little Pony: La magia de la amistad, que se desarrolla entre las temporadas ocho y nueve. Se estrenó el 27 de octubre de 2018 en Discovery Family.
En este especial, Twilight y sus amigas hacen un "Ayudante de Calentamiento del Hogar" para conseguir un regalo de Calentamiento del Hogar para otro poni, al que corren por toda Equestria para encontrar el regalo perfecto.

## Argumento
Con la llegada de Eva del Calentamiento del Hogar, Twilight y sus amigas deciden tener un "Ayudante de Calentamiento del Hogar" para que cada uno de ellos solo tenga que encontrar un regalo para otro amigo.
Para el regalo de Pinkie Pie, Twilight encuentra una receta para un pudín mágico legendario que es peligroso si se prepara incorrectamente. Ella se estresa tratando de prepararlo y entretener a sus familiares visitantes, Shining Armor y Cadence. Sin que ellos lo sepan, su hija, Flurry Heart, agrega ingredientes adicionales que hacen que el pudín hierva.
Pinkie viaja a Yakyakistan en busca de consejo para el regalo de Twilight. El príncipe Rutherford la dirige hacia el norte, a la casa de un trío de renos voladores mágicos, Aurora, Bori y Alice. Afirman darle el "regalo perfecto" cuyo significado comprenderá más adelante.
Rarity ordena un sombrero especial como regalo para Applejack, pero se lo entrega mal a una granja de nueces. Ella viaja allí para recogerlo, pero la pareja de agricultores residentes cree que es un regalo para su hijo diseñador de moda en ciernes, Pistachio. Deduciendo que el sombrero no era para él, se ofrece a devolverlo, pero Rarity insiste en que se lo quede para fomentar su pasión.
Spike intercambia su destinatario con Fluttershy para que pueda darle un regalo a Rarity. Intenta crear un regalo él mismo como una forma de reconocer su creatividad artística, pero finalmente se queda dormido por agotamiento después de varios intentos fallidos.
Fluttershy, ahora encargada de encontrar un regalo para Rainbow Dash, viaja con Applejack, quien tiene a Spike, a Rainbow Falls para comprar sus regalos. Allí encuentran a Flim y Flam estafando a compradores involuntarios para que compren muñecas baratas. Se las arreglan para exponer su parcela, pero solo después de comprar varias de las muñecas y gastar el dinero de su regalo.
Discord fastidia a Rainbow Dash para que no compre a medias un regalo sin sentido para Fluttershy. Por sugerencia suya, Rainbow Dash atrapa a una linda criatura llamada Winterchilla, sin saber que se convierte en una monstruosa Winterzilla después del anochecer.
Los amigos se encuentran en el castillo de Twilight y descubren que está inundado con el pudín inestable. Mientras intentan huir, Winterzilla bloquea su salida. Pinkie, al darse cuenta de que su regalo son los ingredientes restantes del budín, los usa para estabilizarlo. Fluttershy se las arregla para calmar y hacerse amiga de Winterchilla, que Discord revela haber sido su plan desde el principio. Todos los amigos se disculpan por los decepcionantes regalos que terminaron dándose el uno al otro. Usando una guitarra casera, Spike canta una canción como su regalo a Rarity, esperando que su deslucido regalo no arruine sus vacaciones. No obstante, Rarity está agradecida y el grupo se da cuenta de que el mejor regalo que pueden darse el uno al otro es su amistad.

## Producción
Una canción animada del especial se mostró en el panel de My Little Pony 2018 Comic-Con Internacional de San Diego 2018. 
Una promoción para el especial originalmente tenía un error de capas que involucraba el vuelo del reno sobre el castillo de Twilight. El director supervisor Jim Miller confirmó en Twitter que esto se solucionó. Además, Miller también contó este especial como un episodio.

### Música
Al igual que los tres episodios anteriores de Hearth's Warming, las canciones fueron compuestas por Daniel Ingram con letra compartida entre Ingram y Michael Vogel.
- "One More Day": Twilight Sparkle, Fluttershy, Applejack, Rainbow Dash, Rarity, Pinkie Pie, Spike y el coro
- "The True Gift of Gifting": Spike (parte 1) y Twilight Sparkle (parte 2); coros Fluttershy, Applejack, Rainbow Dash, Rarity, Pinkie Pie y coro (parte 2)

## Reparto
- Tara Strong como Twilight Sparkle
  - Rebecca Shoichet como Twilight Sparkle (voz cantante)
- Tabitha St. Germain como Rarity, Flurry Heart, y Derpy
  - Kazumi Evans como Rarity (voz cantante)
- Ashleigh Ball como Rainbow Dash y Applejack
- Andrea Libman como Pinkie Pie y Fluttershy
  - Shannon Chan-Kent como Pinkie Pie (voz cantante)
- Cathy Weseluck como Spike
- Andrew Francis como Shining Armor
- Britt McKillip como la Princesa Cadance
- John de Lancie como Discord
- Los Hermanos Flim Flam
  - Sam Vincent como Flim
  - Scott McNeil como Flam
- Garry Chalk como Prince Rutherford y Oak Nut
- Ingrid Nilson como Limestone Pie, Maud Pie, Marble Pie, y Butternut
- Sean Thomas como Pistachio
- Donantes de Regalos de la Arboleda
  - Asia Mattu como Aurora
  - Alison Wandzura como Bori
  - Meaghan Hommy como Alice

Apple Bloom (Michelle Creber), Scootaloo (Madeleine Peters), Sweetie Belle (Claire Corlett), Big McIntosh, Sugar Belle, Granny Smith, Grand Pear, Igneous Rock Pie, Cloudy Quartz, y Parcel Post (Sam Vincent) cantan durante "One More Day", pero no están acreditados.

## Estreno
El especial se estrenó el 27 de octubre de 2018 en Discovery Family. El especial está disponible en Netflix a partir del 25 de noviembre de 2018 en Estados Unidos y Canadá.

### Versión Casera
El especial fue lanzado en DVD el 26 de noviembre de 2018 en el Reino Unido y distribuido por Hasbro Trinity.

## Mercancía y otros medios
El especial navideño está adaptado en tres libros de cuentos de septiembre a octubre de 2018, el libro A Perfectly Pinkie Present !, Board Book y A Present for Everypony.

### Cortometrajes animados
El especial estuvo acompañado de tres cortos animados.
| N.º | Título                                                      | Escrito por       | Fecha de lanzamiento original |
| --- | ----------------------------------------------------------- | ----------------- | ----------------------------- |
| 1 | «Te Atreves Triple Poni» (en inglés: Triple Pony Dare Ya)   | Kim Beyer-Johnson | 11 de diciembre de 2018       |
| Applejack y Rainbow Dash se desafían entre sí para realizar una serie de locas acrobacias.                                                                           |                                                             |                   |                               |
| 2 | «La Gran Sala de Escape» (en inglés: The Great Escape Room) | Kim Beyer-Johnson | 11 de diciembre de 2018       |
| Pinkie Pie establece un desafío para la sala de escape para sus amigas.                                                                                              |                                                             |                   |                               |
| 3 | «Voz Misteriosa» (en inglés: Mystery Voice)                 | Kate Leth         | 11 de diciembre de 2018       |
| Las clases en la Escuela de la Amistad son interrumpidas por una serie de extraños anuncios a través del intercomunicador, cada uno con la voz de un poni diferente. |                                                             |                   |                               |